# Убивство Авраама Лінкольна

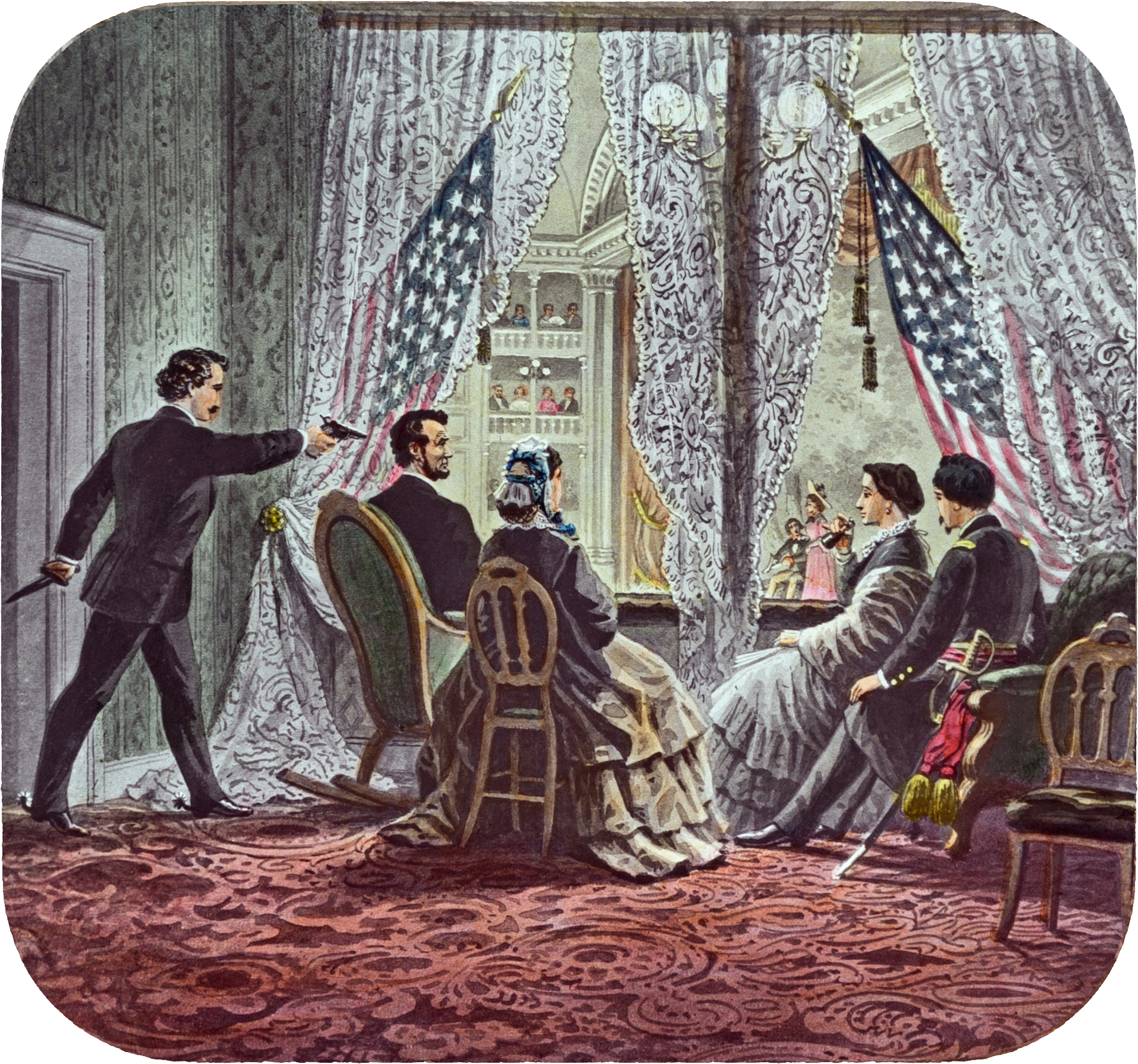
Ілюстрація, що зображує момент замаху на президента Авраама Лінкольна.

Убивство 16-го президента Сполучених Штатів Авраама Лінкольна сталося 14 квітня 1865 року у театрі Форда у Вашинґтоні. Під час перегляду п'єси «Наш американський кузен» президент був смертельно поранений у голову пострілом актора Джона Бута, який був прихильником Півдня, та помер вранці 15 квітня, ставши першим американським президентом, якого було вбито на посту. Убивство Лінкольна було частиною невдалого заколоту прихильників Півдня, що мав на меті, окрім убивства президента, знищення ще кількох членів уряду Сполучених Штатів та відновлення Конфедерації.

## Попередні події
Лінкольн був великим шанувальником театру. На 14 квітня дружина президента Мері Тодд Лінкольн запланувала відвідини вистави «Наш американський кузен», запросивши до театру подружжя Грантів. Генерал Ґрант та його дружина Джулія спочатку прийняли пропозицію, проте пізніше перепросили Лінкольнів, що не зможуть скласти їм компанію, адже вирішили відвідати своїх дітей у Нью-Джерсі. Мері Тодд вирішила скасувати захід, проте Лінкольн заперечив їй, оскільки не хотів розчарувати глядачів — у театрі очікувався аншлаг, адже на афішах було зазначено про відвідини вистави президентом.

## Замах на Лінкольна
Президент Авраам Лінкольн під час вистави перебував у ложі разом зі своєю дружиною Мері, майором Генрі Ретбоуном і його нареченою Кларою Гарріс, які були запрошені до театру президентським подружжям. Приблизно посеред п'єси актор Джон Бут зайшов до президентської ложі, щоб убити Лінкольна. Знаряддям убивства Бут вибрав однозарядний пістолет Philadelphia Deringer з калібром 0,44 дюйма. Вибір такої зброї був обумовлений її малими габаритами, що дозволило вбивці непомітно пронести її до театру.
Озброєний пістолетом і кинджалом, Джон Бут увійшов до президентської ложі, де ззаду вистрілив у голову президента. Гість Лінкольнів, майор Ретбоун моментально зреагував на постріл, спробувавши затримати Бута. Під час боротьби Бут, хоч і випустивши з рук пістолет, поранив Ретбоуна у руку кинджалом, після чого вистрибнув з президентської ложі на сцену. Стрибаючи з ложі, убивця зачепився шпорою за один з чотирьох прапорів, якими була оздоблена ложа. Невдало стрибнувши, Бут серйозно пошкодив ногу. Тримаючи над головою свій закривавлений ніж, Бут щось кричав глядачам. Хоча традиційно вважається, що Бут вигукнув девіз штату Вірджинія Sic semper tyrannis! (з лат. Так завжди тиранам!), додавши за деякими свідченнями The South is avenged! (з англ. За Південь помстився!).
(Дехто не підтверджував, щоби Бут сказав щось латиною.) Існує подібна невизначеність щодо того, що Бут вигукнув англійською: або «Південь помщений!», або «Помста за Південь!», або «Південь буде вільним!»
Із театру Бут вийшов через бічні двері, по дорозі вдаривши ножем керівника оркестру Вільяма Візерса-молодшого. Стрибаючи у сідло, Бут вдарив рукояткою ножа і відштовхнув Джозефа Берроуза, який утримував його коня.
Покинувши будівлю театру Бут верхи на коні попрямував з Вашинґтона.

## Смерть Лінкольна
Хірург одразу після замаху оцінив рану Лінкольна як смертельну. Протягом 9 годин Лінкольн перебував у комі. Хірурги виявили кулю та уламки черепа на 15-сантиметровій глибині в мозку. 15 квітня 1865 року о 7 годині 22 хвилині ранку серце президента припинило битися. Через день у Великій Східній залі Білого дому почалася панахида за вбитим очільником нації.

## Доля вбивці
Убивцю президента Сполучених Штатів виявили тільки в ніч з 25 на 26 квітня на одній із ферм. У перестрілці Джона Вілкса Бута було вбито. Його смерть забрала в могилу і таємницю замаху. Вважають, що в спланованій змові брало участь багато людей.